# Dlaczego nie!
Dlaczego nie! – polska komedia romantyczna z 2007 roku w reżyserii Ryszarda Zatorskiego.

## Treść filmu
Małgosia, młoda dziewczyna z prowincji, przyjeżdża do Warszawy. Chce dostać się na studia, znaleźć pracę i spotkać „księcia z bajki”. Przed egzaminami na Akademię Sztuk Pięknych poznaje młodego Piotra. Małgosia zakochuje się w nim, również on obdarza ją uczuciem. Przez część okresu studiów, a także po nich, mieszkają ze sobą. Oboje pracują w firmie cateringowej, ale to nie jest szczyt marzeń Małgosi. Stara się o pracę w agencji reklamowej. Poznaje tam przystojnego Janka, prezesa firmy, którego uznaje za ochroniarza. O jej serce stara się też inny mężczyzna, a jego z kolei Gośka uważa za prezesa. W Janku jest też zakochana uwodzicielska Renata. Kiedy Gosia przygotowuje świetny projekt reklamy, Renata podmienia teczki z projektem.

## Obsada
Aktorów do głównych ról w filmie wybierali internauci. W plebiscycie zwyciężyli Maciej Zakościelny i Małgorzata Kożuchowska, jednak w głównych rolach zagrali Maciej Zakościelny i Anna Cieślak.
- Jan – Maciej Zakościelny
- Małgosia – Anna Cieślak
- Piotr – Antoni Pawlicki
- Renata – Małgorzata Kożuchowska
- Dawid – Tomasz Kot
- Monika – Joanna Jabłczyńska
- Marek – Przemysław Cypryański
- Wojtek – Jakub Wesołowski
- Matka Małgosi – Joanna Jeżewska
- Ojciec Małgosi – Paweł Królikowski
- Pani Ania – Anna Przybylska
- Ewa – Agnieszka Warchulska

## Produkcja
Zdjęcia do filmu powstały od sierpnia do września 2006. Zdjęcia plenerowe zrealizowano w Warszawie, Legionowie, Suwalskim Parku Krajobrazowym i na Wzgórzach Dylewskich.

## Muzyka
Muzykę skomponował Maciej Zieliński. Piosenki do filmu wybrał Robert Kozyra. Piosenkę tytułową Dlaczego nie! wykonuje Kasia Kowalska. Premiera utworu nastąpiła 16 grudnia 2006.
Na ścieżce dźwiękowej do filmu znalazły się utwory:
- Monika Brodka – Znam Cię na pamięć
- Ania Dąbrowska – Trudno mi się przyznać
- Kasia Kowalska – Dlaczego nie!
- Kasia Kowalska – Nobody
- Kasia Kowalska – Pieprz i sól
- Blue Café – Baby baby
- Blue Café – My Road
- The Pussycat Dolls – Sway
- Bic Runga – Captured
- Bic Runga – Birds
- Bic Runga – Somewhere In The Night
- Bic Runga – That’s Allright
- James Morrison – You Give Me Something
- Nat King Cole – When I Fall In Love
- Go Go Go
- Batucada Do Guanabara
- Jamal – Policeman
- Jamal – Kiedyś będzie nas więcej